# Marathon (Texas)
Marathon és una concentració de població designada pel cens dels Estats Units a l'estat de Texas. Segons el cens del 2000 tenia 455 habitants.

## Demografia
Segons el cens del 2000, Marathon tenia 455 habitants, 198 habitatges, i 126 famílies. La densitat de població era de 33,5 habitants/km².
Dels 198 habitatges en un 24,2% hi vivien nens de menys de 18 anys, en un 48,5% hi vivien parelles casades, en un 8,1% dones solteres, i en un 35,9% no eren unitats familiars. En el 32,3% dels habitatges hi vivien persones soles el 13,1% de les quals corresponia a persones de 65 anys o més que vivien soles. El nombre mitjà de persones vivint en cada habitatge era de 2,3 i el nombre mitjà de persones que vivien en cada família era de 2,87.
Per edats la població es repartia de la següent manera: un 21,1% tenia menys de 18 anys, un 9,2% entre 18 i 24, un 17,1% entre 25 i 44, un 33,2% de 45 a 60 i un 19,3% 65 anys o més.
L'edat mediana era de 46 anys. Per cada 100 dones de 18 o més anys hi havia 108,7 homes.
La renda mediana per habitatge era de 22.273 $ i la renda mediana per família de 27.500 $. Els homes tenien una renda mediana de 22.500 $ mentre que les dones 20.938 $. La renda per capita de la població era de 17.884 $. Aproximadament el 13,2% de les famílies i el 23,2% de la població estaven per davall del llindar de pobresa.

## Poblacions més properes
El següent diagrama mostra les poblacions més properes.